# Bundesratswahl 2011

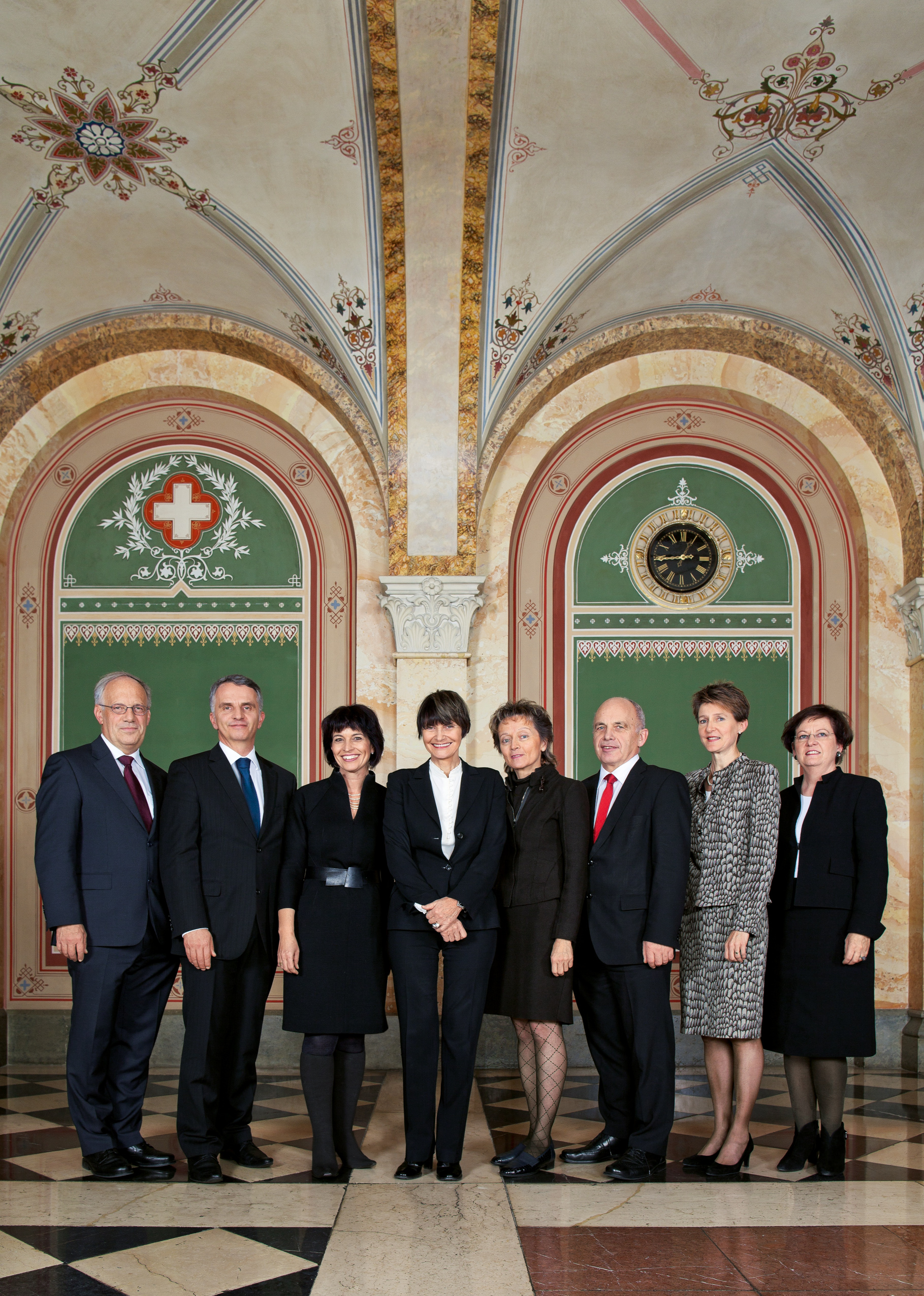
Der bisherige Bundesrat 2011 (v. l. n. r.):
Johann Schneider-Ammann
Didier Burkhalter
Doris Leuthard
Micheline Calmy-Rey (Bundespräsidentin 2011)
Eveline Widmer-Schlumpf (Vizepräsidentin 2011)
Ueli Maurer
Simonetta Sommaruga
Corina Casanova (Bundeskanzlerin)

Am 14. Dezember 2011 fand mit den Bundesratswahlen 2011 in der Schweiz eine Gesamterneuerungswahl des Bundesrates statt. Die aus beiden Kammern des Parlamentes bestehende Vereinigte Bundesversammlung wählte die Schweizer Regierung, den Bundesrat, für die Amtszeit zwischen 2012 und 2015. Ausnahmsweise wurden die Wahlen unter Aufsicht des Ständeratspräsidenten durchgeführt – Nationalratspräsident Hansjörg Walter hatte den Vorsitz über die Vereinigte Bundesversammlung für das Wahlgeschäft abgegeben, da er als Kandidat antrat. Die Sitze wurden einzeln in der Reihenfolge des Amtsalters der Sitzinhaber bestellt. Mit Ausnahme von Micheline Calmy-Rey, welche am 7. September 2011 ihren Rücktritt aus dem Bundesrat auf Ende Jahr bekannt gegeben hatte, kandidierten sämtliche bisherigen Bundesräte für eine neue Amtszeit und wurden bestätigt. Als Nachfolger Calmy-Reys wurde der Freiburger Ständerat Alain Berset im zweiten Wahlgang gewählt.

## Ausgangslage
Grundsätzlich waren für die Wahl des Bundesrates die Resultate der Schweizer Parlamentswahlen 2011 mit ausschlaggebend betreffend der Sitzverteilung im National- und Ständerat resp. der Bundesversammlung, also des Wahlkörpers. Auch die Änderungen in der Zusammensetzung der Fraktionen waren mitentscheidend.
Konkordanz
Alle grösseren politischen Parteien der Schweiz bekennen sich zur Konkordanz, d. h. zur Vertretung der wichtigsten politischen Kräfte im Bundesrat. Wie die Konkordanz aber konkret ausgestaltet werden soll, ist umstritten. Dabei ging es bei diesen Wahlen vor allem um die Frage, ob die SVP einen zweiten Vertreter im Bundesrat erhalten soll und auf wessen Kosten. In Diskussion standen dabei die Abwahl eines FDP-Vertreters und die Abwahl von Eveline Widmer-Schlumpf, die ursprünglich als SVP-Vertreterin gewählt worden war. Je nach Interessenlage und politischer Einstellung wurde dabei mit der inhaltlichen oder der arithmetischen Konkordanz argumentiert.
Ausschlussklausel der SVP
Noch nicht geklärt war die Gültigkeit der sogenannten «Ausschlussklausel» der SVP Schweiz. Gemäss einer Änderung der Parteistatuten der SVP Schweiz vom Dezember 2008 wird ein nicht offiziell von der SVP-Fraktion nominierter Kandidat bei einer Wahlannahme automatisch von der SVP Schweiz ausgeschlossen. Ein Parteiausschluss ist zwar grundsätzlich Sache jeder Partei, führt jedoch de facto zur Situation, dass die SVP-Fraktion ihren Wunsch-Kandidaten wählt und der Vereinigten Bundesversammlung nur die Rolle einer Bestätigung dieser Wahl zufällt. Da die Klausel indirekt das Instruktionsverbot und die Wählbarkeit unterwanderte, wurde der SVP Schweiz die Erpressung der Bundesversammlung vorgeworfen – auch aus ihren eigenen Reihen.

## Strategien der Fraktionen

### SVP-Fraktion
Die SVP-Fraktion bekannte sich im Vorfeld der Wahlen zu einer «arithmetischen Konkordanz», jedoch nur bedingt. Konkret heisse dies, dass die SVP einen zweiten Bundesratssitz fordere – in erster Priorität den Sitz der BDP. Sollten ihr die anderen Parteien diesen zugestehen, so werde die SVP ebenfalls zur «arithmetischen Konkordanz» stehen und die Bundesratssitze der SP, CVP und FDP stützen. Ansonsten wolle sie sämtliche Sitze der anderen Parteien angreifen. Insbesondere den zweiten FDP-Sitz (Volkswirtschaftsdepartement) sowie den frei werdenden SP-Sitz (Departement für auswärtige Angelegenheiten) habe sie dabei im Visier.
Die SVP Schweiz hatte ihre Ziele mit ihrem ehemaligen Bundesrat Christoph Blocher als Justizminister u. a. durch die Restrukturierung des Eidgenössischen Justiz- und Polizeidepartementes (EJPD) und des Bundesamtes für Migration sowie mit dem amtierenden Bundesrat Ueli Maurer als Verteidigungsminister durch den Entscheid des Nationalrates zum Armeebudget vorerst erreicht und wollte sich in der Rangfolge der Departementsverteilung vorab positionieren – mit einem Bundesrat im Aussendepartement hätte sie ihren isolationistischen Kurs auf oberster Ebene umsetzen können. Es war deshalb zu erwarten, dass die SVP bereits den Sitz der CVP angreifen werde, da diese zur Wahl von Widmer-Schlumpf beigetragen hatte – auch im Sinne einer Abstrafung.
Die Beteiligung der SVP im Bundesrat war unbestritten, ein zweiter Sitz wurde ihr von verschiedener Seite aber nur bedingt zugestanden. Sie würde diesen nicht ohne Kompromisse besetzen können – Kandidaten aus dem «Zürcher Flügel» wurden im bürgerlichen Lager nicht einmal mehr von der FDP unterstützt. Dabei hatte sich die SVP Schweiz jedoch mit der «Ausschlussklausel» auch selber Steine in den Weg gelegt.

### SP-Fraktion
SP-Fraktion: Die Beteiligung der SP im Bundesrat mit zwei Sitzen war unbestritten. Die SP versuchte mit allen Mitteln, ihren zweiten Sitz im Bundesrat zu halten.

### CVP/EVP-Fraktion
CVP/EVP-Fraktion: Die Beteiligung der CVP im Bundesrat mit einem Sitz war unbestritten. Hätte die CVP bei den Parlamentswahlen 2011 zugelegt und mehr Stimmen als die FDP geholt (was ihr jedoch nicht gelang), hätte sie als drittstärkste Partei ihren zweiten Sitz zurückgefordert. Sie sah aber den «Anspruch» auf «gemeinsame zwei Mandate» (zusammen mit den anderen «Mitte-Parteien» BDP, glp, EVP) als gerechtfertigt an.

### FDP-Fraktion
FDP-Fraktion: Die Beteiligung der FDP im Bundesrat mit einem Sitz war unbestritten. Die FDP versuchte mit allen Mitteln, ihren zweiten Sitz im Bundesrat zu halten.

### BDP-Fraktion
BDP-Fraktion: Die BDP war als Kleinpartei auf die Unterstützung von mindestens zwei der grossen Bundesratsparteien angewiesen, um ihren Sitz halten zu können. Sie rechnete insbesondere mit der CVP und forderte die SP dazu auf, ihre Bundesrätin zu stützen. Diese Parteien waren massgebend an der Wahl von Widmer-Schlumpf in den Bundesrat beteiligt gewesen.

### Grüne Fraktion
Grüne Fraktion: Wie schon in vergangenen Jahren erhoben die Grünen Anspruch auf einen Sitz im Bundesrat. Mit Berufung auf die «arithmetische Konkordanz» betonten sie, dass sie bereits in der vergangenen Legislatur (und bei 14,3 % Wählerstimmen pro Bundesratssitz) Anspruch auf einen Sitz gehabt hätten. Weiter betonten sie aber, dass sie den Sitz nicht auf Kosten der SP erobern wollten, und forderten im Gegenzug ebenfalls Unterstützung von der SP – die Grünen seien nicht weiter bereit, die SP «gratis» zu unterstützen. Nachdem die Grünen bei den Parlamentswahlen 2011 allerdings einen herben Stimmenverlust erlitten und 5 ihrer 20 Nationalratsmandate verloren hatten, stiess diese Forderung bei den anderen Parteien nicht auf offene Ohren.

### glp-Fraktion
glp-Fraktion: Obschon die Grünliberale Partei als Wahlsiegerin aus den Parlamentswahlen 2011 hervorgegangen war, stellte sie als Kleinpartei weiterhin keinen Anspruch auf einen Sitz im Bundesrat. Ursprünglich war die Fraktion laut Aussagen von Parteipräsident Martin Bäumle der Meinung, dass die SVP als wählerstärkste Partei Anspruch auf zwei Sitze habe und man ihr somit entweder den Sitz der BDP oder einen der FDP-Sitze abtreten müsse. Nach dem Rückzug des SVP-Kandidaten Bruno Zuppiger und der Last-Minute-Kandidatur von Hansjörg Walter vollzogen Bäumle und die glp-Fraktion allerdings eine Kehrtwende und unterstützten den Anspruch der SVP auf zwei Sitze nicht mehr.

## Wahlen

### Erste Wahl (Sitz von Doris Leuthard, CVP)

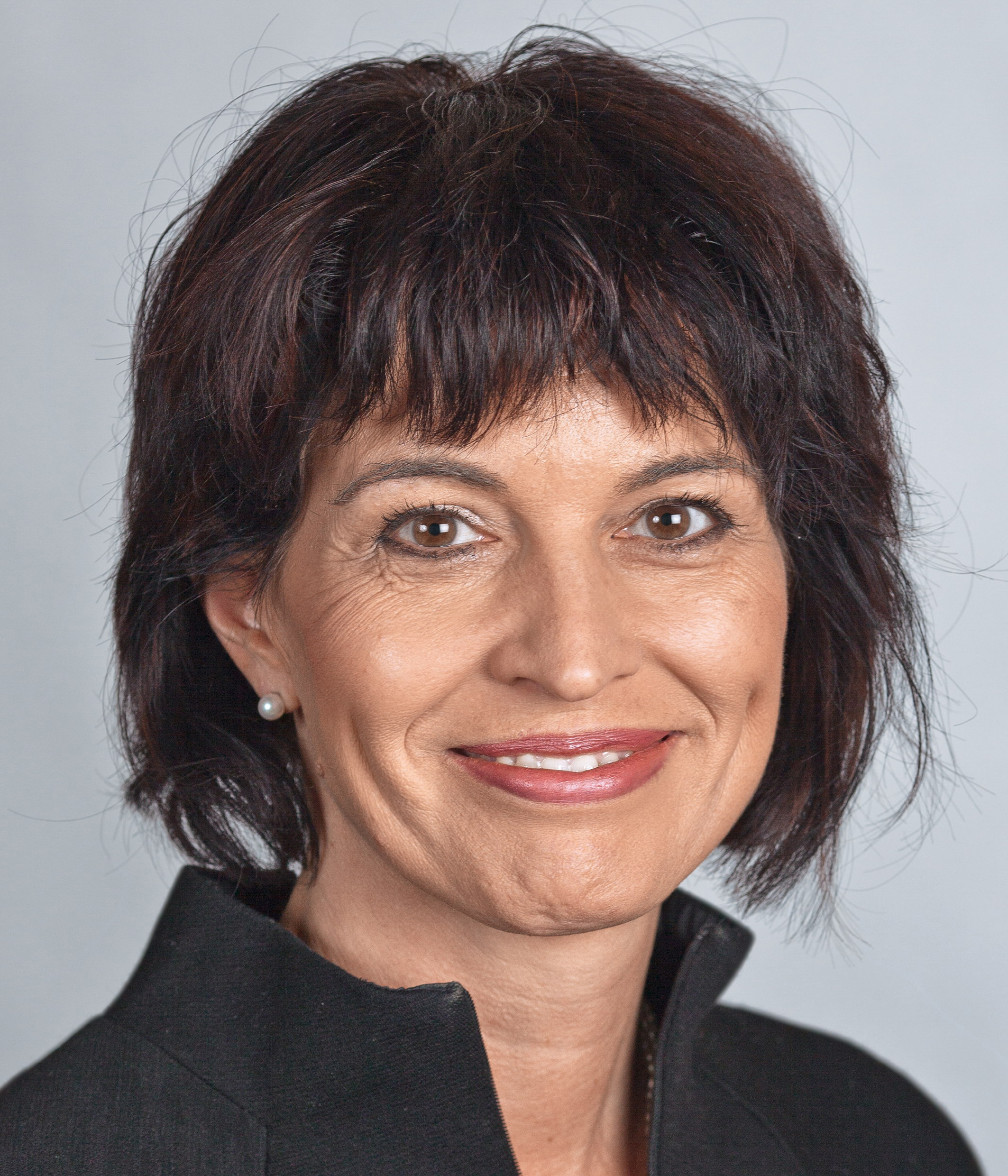
Bundesrätin Doris Leuthard

Bundesrätin Doris Leuthard (CVP) war seit 2010 Vorsteherin des Eidgenössischen Departementes für Umwelt, Verkehr, Energie und Kommunikation (UVEK).
Als amtsälteste Bundesrätin stellte sie sich als Erste zur Wahl und wurde im 1. Wahlgang gewählt.
|                         | 1. Wahlgang |
| ----------------------- | ----------- |
| ausgeteilte Wahlzettel  | 245         |
| eingegangene Wahlzettel | 245         |
| leer/ungültig           | 17/1        |
| gültig Total            | 227         |
| absolutes Mehr          | 114         |
| Doris Leuthard          | 216         |
| Verschiedene            | 11          |

### Zweite Wahl (Sitz von Eveline Widmer-Schlumpf, BDP)

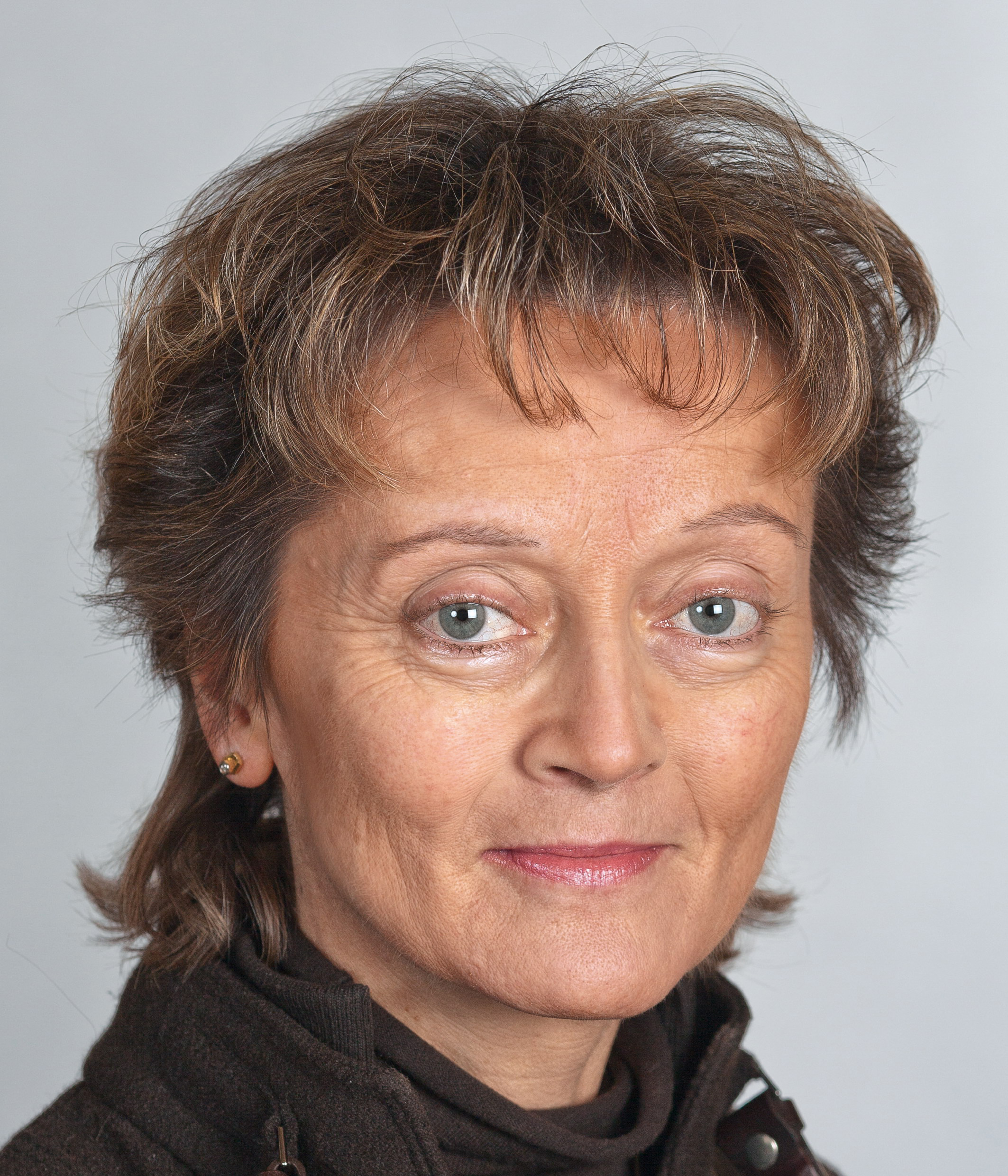
Eveline Widmer-Schlumpf

Bundesrätin Eveline Widmer-Schlumpf (BDP) war seit 2010 Vorsteherin des Eidgenössischen Finanzdepartements (EFD).
Mit Widmer-Schlumpf wurde bei den Gesamterneuerungswahlen des Bundesrates 2007 erstmals eine Frau der SVP zur Bundesrätin gewählt, dies überraschend anstelle von Christoph Blocher, was zur Gründung der BDP führte. Als Bundesrätin wurde Widmer-Schlumpf Kompetenz attestiert, auch als Departementsvorsteherin des Finanzdepartementes.
Die SVP kündigte an, den Sitz der BDP anzugreifen. Als Kandidaten schlug sie zunächst Jean-François Rime und Bruno Zuppiger vor. Wenige Tage vor der Wahl wurde die Kandidatur Zuppigers zurückgezogen, nachdem der Journalist Urs Paul Engeler in der Weltwoche mögliche illegale Machenschaften in einer ihm anvertrauten Erbschaftsangelegenheit enthüllt hatte. Als Ersatz für Zuppiger bestimmte die SVP-Parteileitung kurzfristig den Bauernverbandspräsidenten und Nationalrat Hansjörg Walter. Eveline Widmer-Schlumpf wurde jedoch im 1. Wahlgang gewählt.
|                         | 1. Wahlgang |
| ----------------------- | ----------- |
| ausgeteilte Wahlzettel  | 245         |
| eingegangene Wahlzettel | 245         |
| leer/ungültig           | 5/1         |
| gültig Total            | 239         |
| absolutes Mehr          | 120         |
| Eveline Widmer-Schlumpf | 131         |
| Hansjörg Walter         | 63          |
| Jean-François Rime      | 41          |
| Verschiedene            | 4           |

### Dritte Wahl (Sitz von Ueli Maurer, SVP)

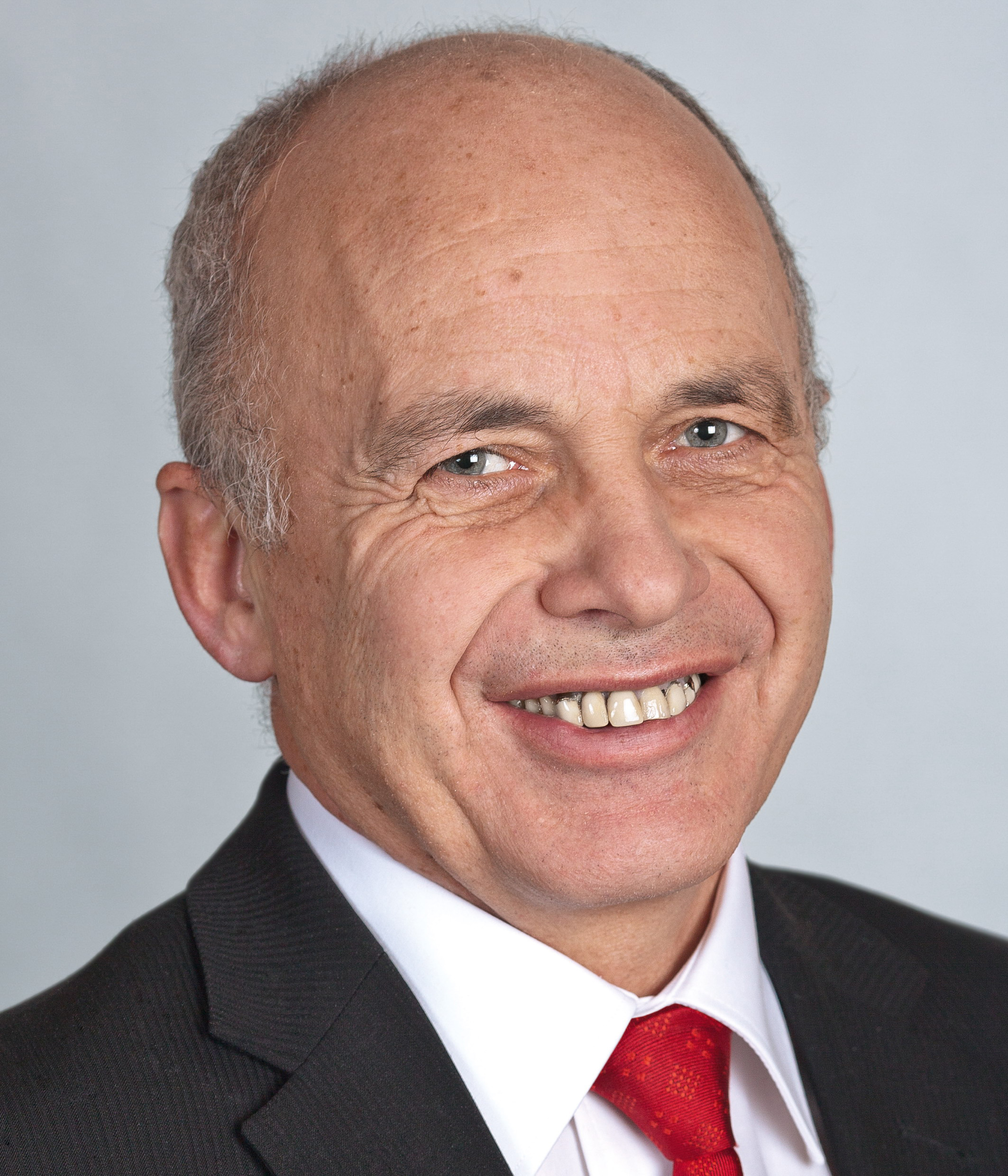
Ueli Maurer

Bundesrat Ueli Maurer (SVP) war seit 2009 Vorsteher des Eidgenössischen Departementes für Verteidigung, Bevölkerungsschutz und Sport (VBS). Auch er wurde im 1. Wahlgang gewählt.
|                         | 1. Wahlgang |
| ----------------------- | ----------- |
| ausgeteilte Wahlzettel  | 245         |
| eingegangene Wahlzettel | 245         |
| leer/ungültig           | 16/3        |
| gültig Total            | 226         |
| absolutes Mehr          | 114         |
| Ueli Maurer             | 159         |
| Hansjörg Walter         | 41          |
| Luc Recordon            | 13          |
| Verschiedene            | 13          |

### Vierte Wahl (Sitz von Didier Burkhalter, FDP)

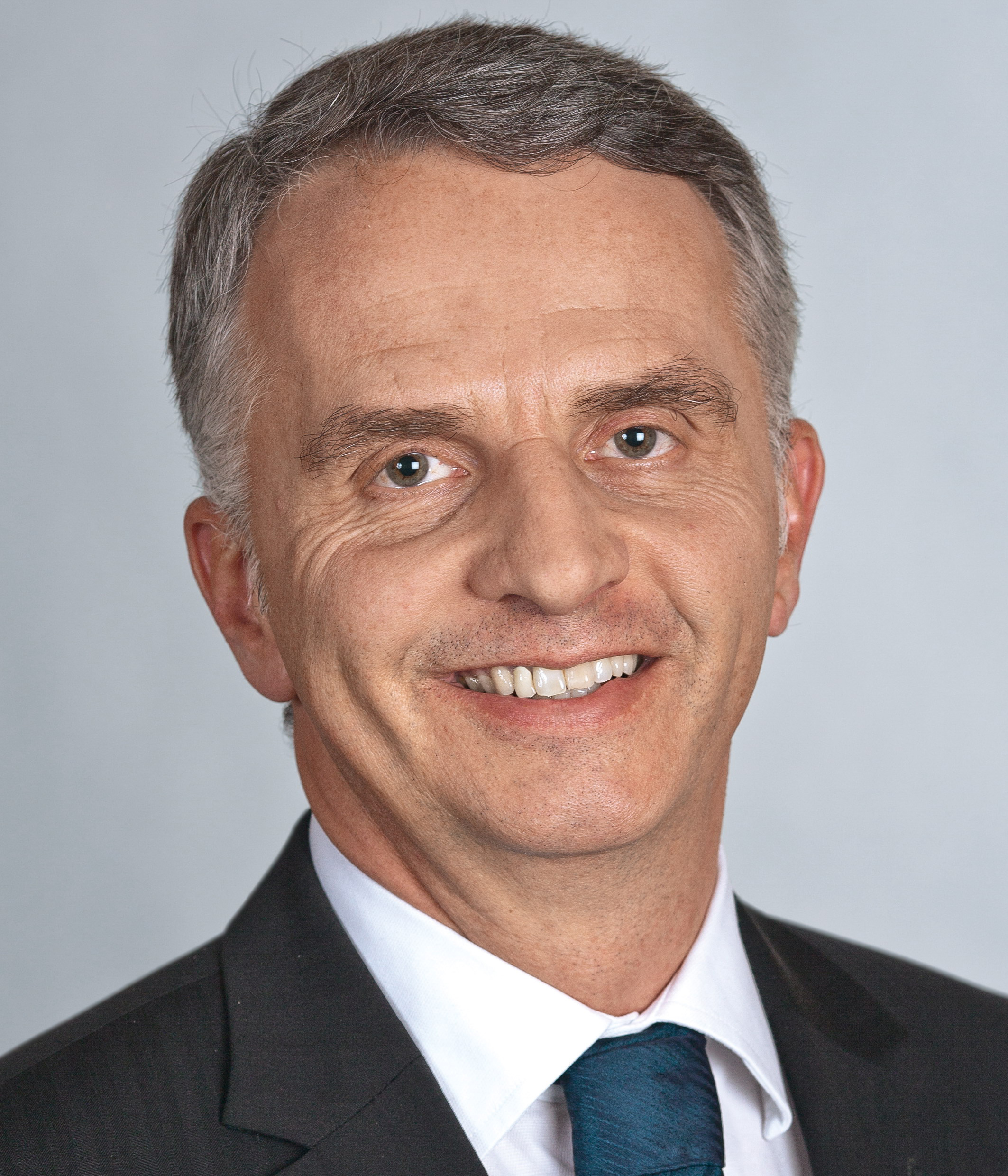
Didier Burkhalter

Bundesrat Didier Burkhalter (FDP) war seit seiner Wahl 2009 Vorsteher des Eidgenössischen Departementes des Innern (EDI). Er wurde im 1. Wahlgang gewählt.
|                         | 1. Wahlgang |
| ----------------------- | ----------- |
| ausgeteilte Wahlzettel  | 245         |
| eingegangene Wahlzettel | 245         |
| leer/ungültig           | 12/1        |
| gültig Total            | 232         |
| absolutes Mehr          | 117         |
| Didier Burkhalter       | 194         |
| Jean-François Rime      | 24          |
| Verschiedene            | 14          |

Nach der Wahl von Didier Burkhalter erklärte Caspar Baader, Fraktionspräsident der SVP, aufgrund des willentlichen Bruchs der Konkordanz durch die Mitte- und Linksparteien und Teile der FDP sei die SVP ihrerseits nicht mehr an die Konkordanz gebunden und werde bei den folgenden Wahlen mit Jean-François Rime gegen alle anderen Kandidierenden antreten. Die SP-Fraktionspräsidentin Ursula Wyss und die FDP-Fraktionspräsidentin Gabi Huber kritisierten dieses Vorgehen der SVP-Fraktion als inkonsequent.

### Fünfte Wahl (Sitz von Simonetta Sommaruga, SP)

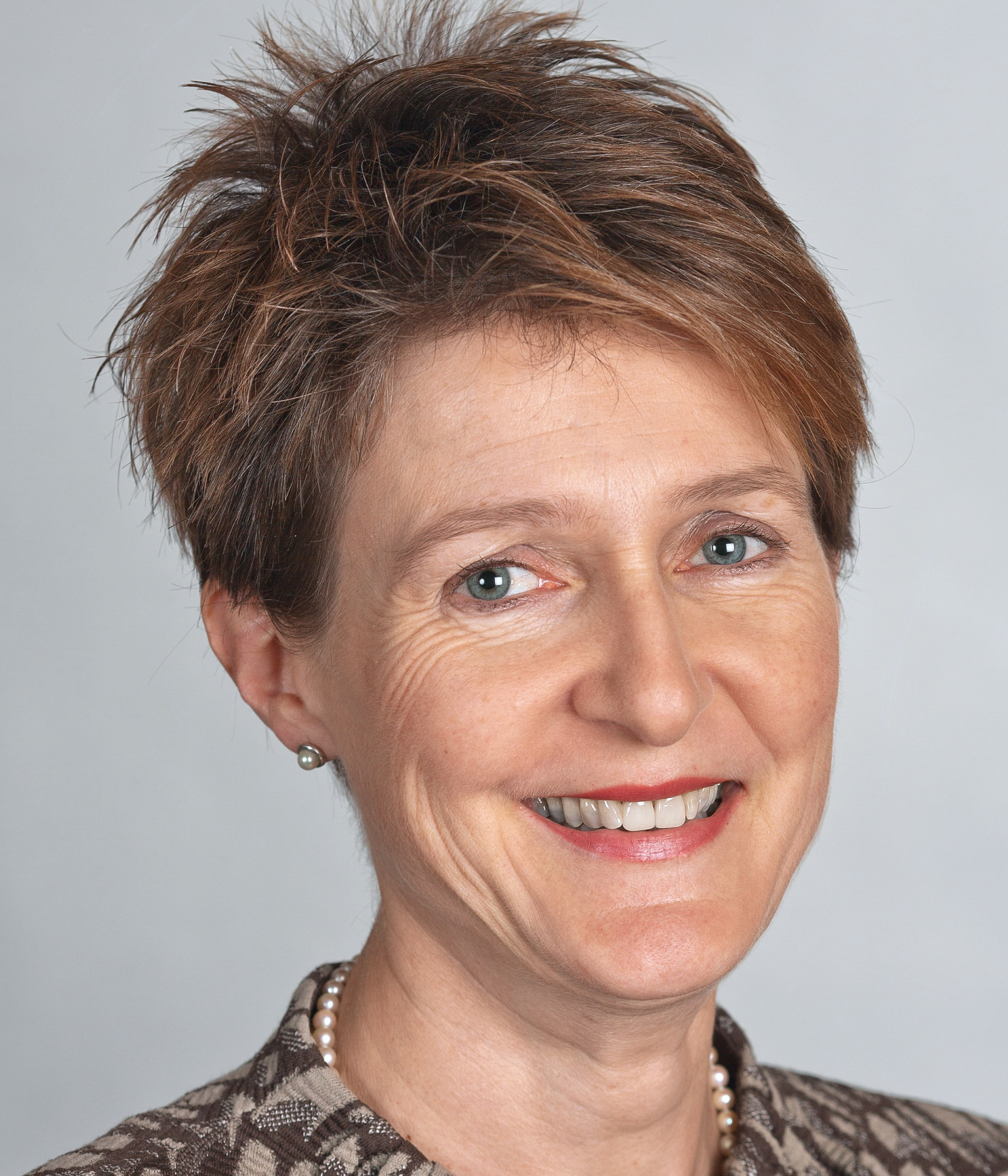
Simonetta Sommaruga

Bundesrätin Simonetta Sommaruga (SP) war seit ihrer Wahl 2010 Vorsteherin des Eidgenössischen Justiz- und Polizeidepartementes (EJPD). Auch sie wurde im 1. Wahlgang gewählt.
|                         | 1. Wahlgang |
| ----------------------- | ----------- |
| ausgeteilte Wahlzettel  | 245         |
| eingegangene Wahlzettel | 245         |
| leer/ungültig           | 3/0         |
| gültig Total            | 242         |
| absolutes Mehr          | 122         |
| Simonetta Sommaruga     | 179         |
| Jean-François Rime      | 61          |
| Verschiedene            | 2           |

### Sechste Wahl (Sitz von Johann Schneider-Ammann, FDP)

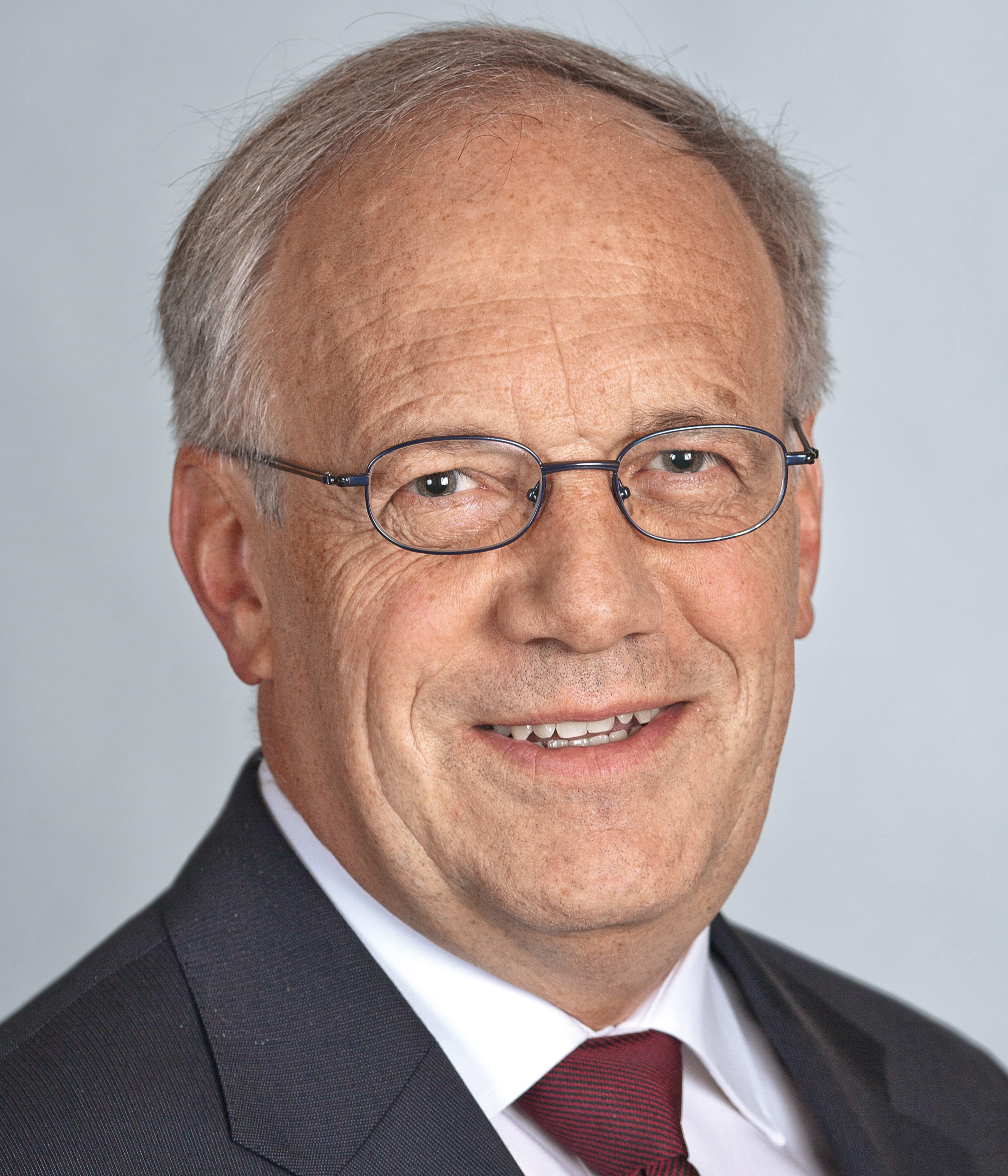
Johann Schneider-Ammann

Bundesrat Johann Schneider-Ammann (FDP) war seit seiner Wahl 2010 Vorsteher des Eidgenössischen Volkswirtschaftsdepartementes (EVD). Er wurde im 1. Wahlgang gewählt.
|                         | 1. Wahlgang |
| ----------------------- | ----------- |
| ausgeteilte Wahlzettel  | 245         |
| eingegangene Wahlzettel | 245         |
| leer/ungültig           | 9/2         |
| gültig Total            | 234         |
| absolutes Mehr          | 118         |
| Johann Schneider-Ammann | 159         |
| Jean-François Rime      | 64          |
| Verschiedene            | 11          |

### Siebte Wahl (Ersatzwahl von Micheline Calmy-Rey, SP)

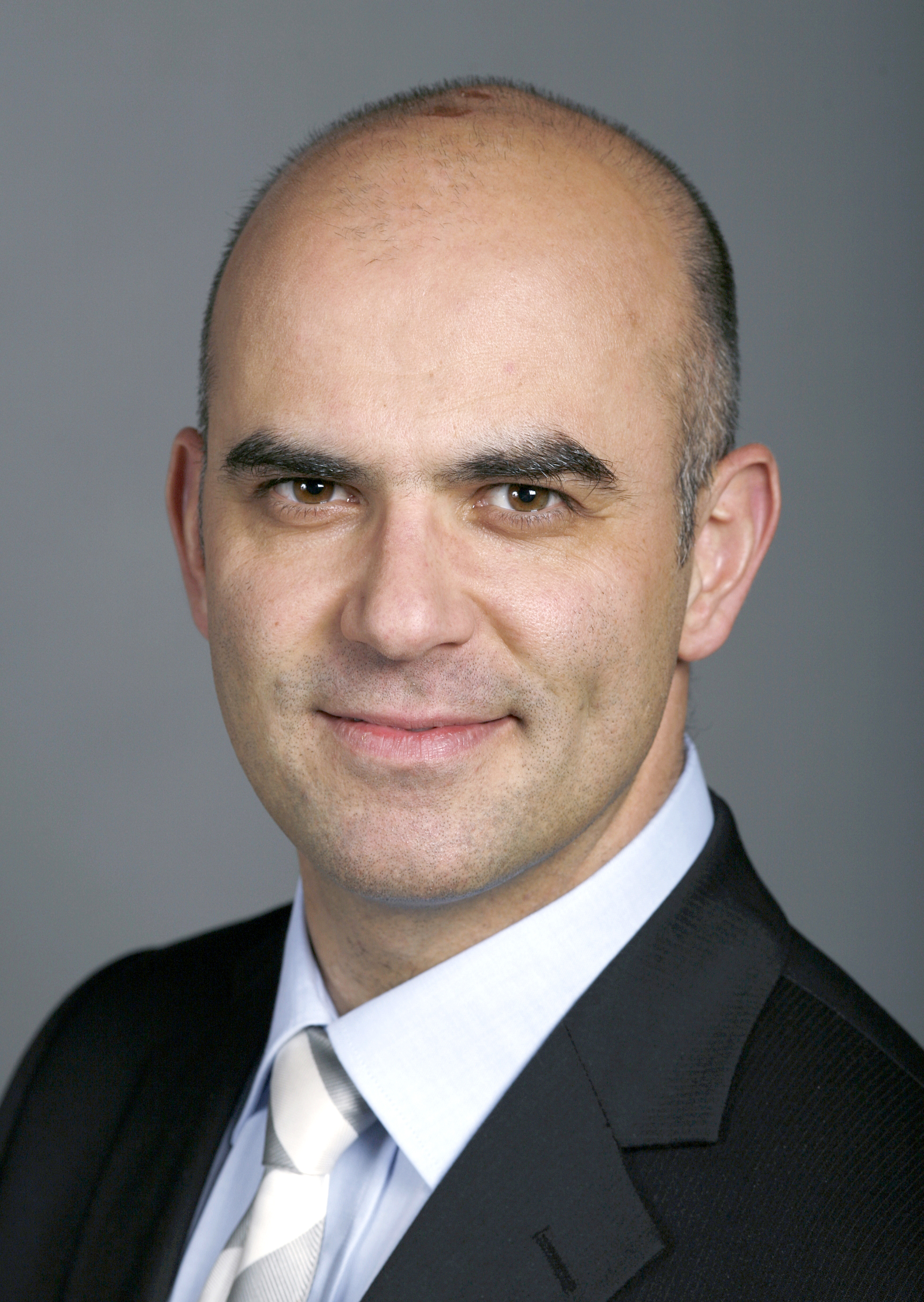
Neugewählter Bundesrat Alain Berset

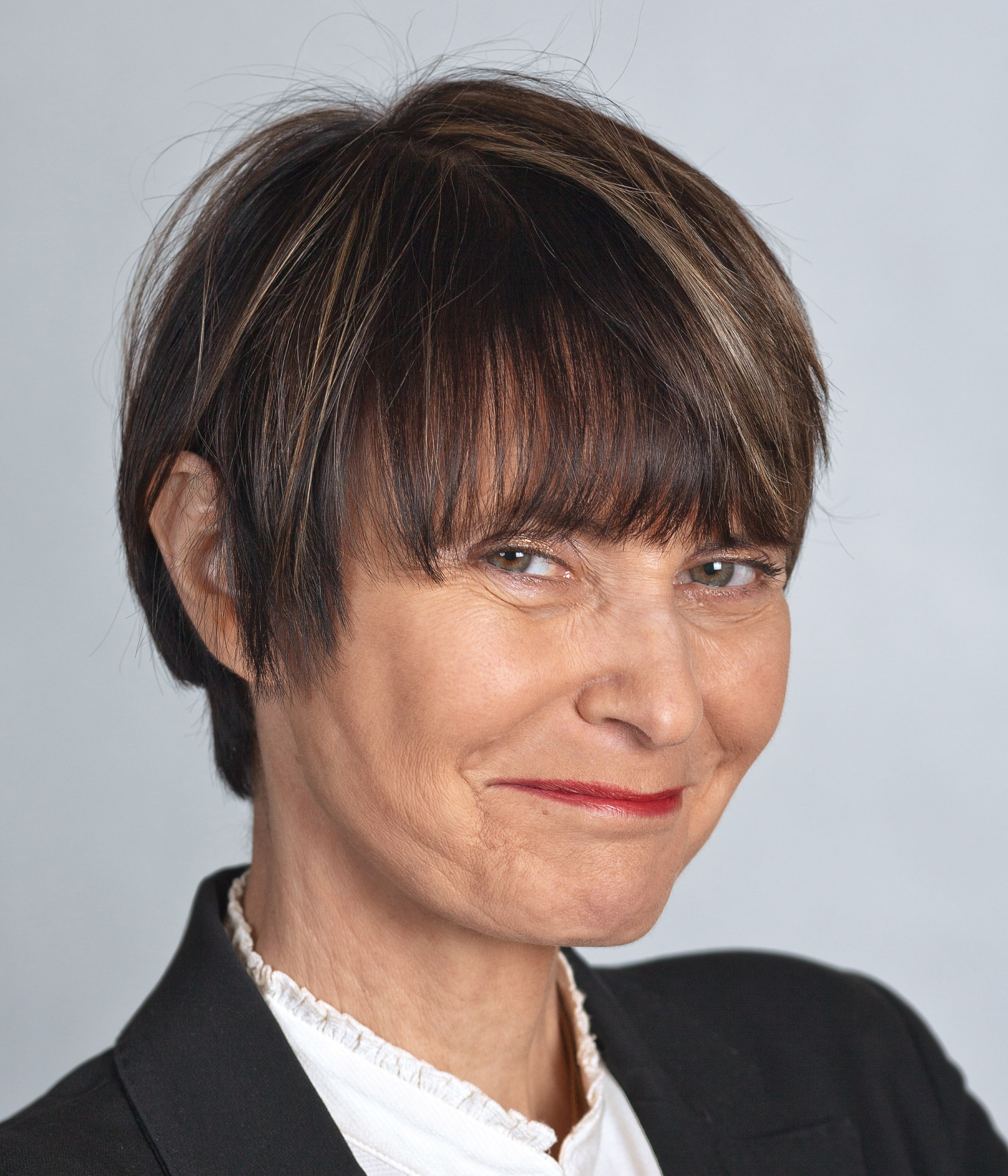
Zurücktretende Bundesrätin Micheline Calmy-Rey

Bundesrätin Micheline Calmy-Rey (SP) war seit ihrer Wahl 2002 Vorsteherin des Eidgenössischen Departementes für auswärtige Angelegenheiten (EDA).
Zum Schluss fand die Ersatzwahl für die abtretende Bundesrätin statt. Calmy-Rey hatte am 7. September 2011 ihren Rücktritt auf Ende des laufenden Jahres bekannt gegeben. Als Kandidaten bestimmte die SP den Waadtländer Staatsrat Pierre-Yves Maillard und den Freiburger Ständerat Alain Berset. Berset wurde schliesslich im 2. Wahlgang mit 126 Stimmen gewählt.
|                         | 1. Wahlgang | 2. Wahlgang |
| ----------------------- | ----------- | ----------- |
| ausgeteilte Wahlzettel  | 245         | 245         |
| eingegangene Wahlzettel | 243         | 245         |
| leer/ungültig           | 0/0         | 0/0         |
| gültig Total            | 243         | 245         |
| absolutes Mehr          | 122         | 123         |
| Alain Berset            | 114         | 126         |
| Pierre-Yves Maillard    | 59          | 63          |
| Jean-François Rime      | 59          | 54          |
| Marina Carobbio         | 10          | –           |
| Verschiedene            | 1           | 2           |